# Roio Piano

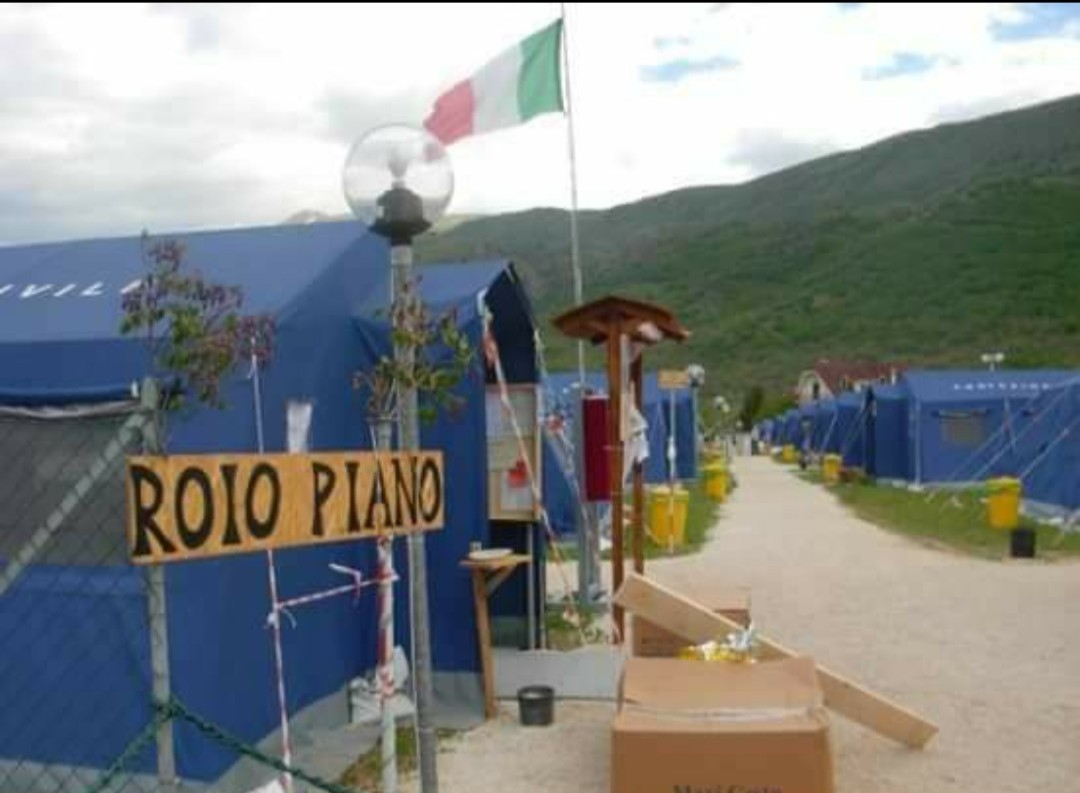
Tendopoli di Roio Piano (terremoto 2009)

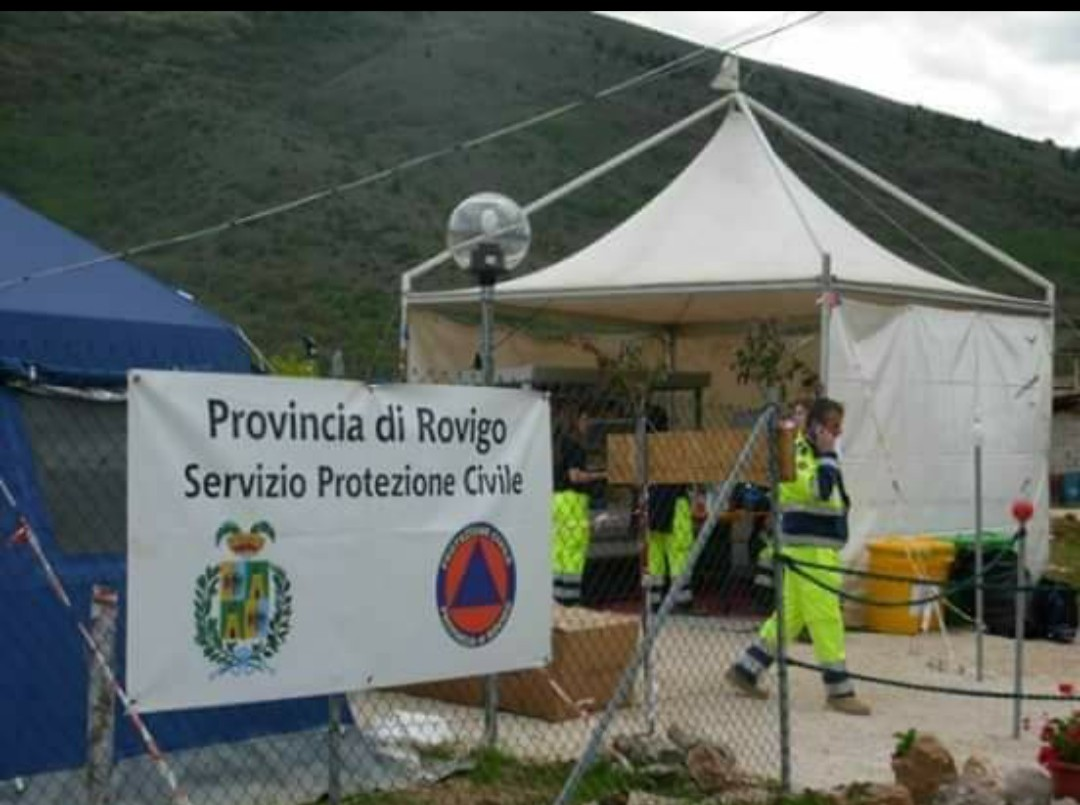
Tendopoli di Roio Piano (terremoto 2009) - Il campo venne costruito e gestito dalla Protezione Civile della Provincia di Rovigo.

Roio Piano è una frazione della città dell'Aquila distante circa 4 km dal capoluogo. Comune autonomo dal 1862 fino al 1927, è oggi parte della II circoscrizione della città. Conta poco più di 500 abitanti, oltre 1.500 considerando le altre ville che costituivano il comune sparso ed è ubicato ad un'altitudine di 810 metri, nel mezzo dell'omonima piana alle pendici di monte Luco. Costituisce con le vicine frazioni di Colle di Roio, Poggio di Roio e Santa Rufina, con cui costituiva il comune sparso, la località di Roio.

## Storia
Nel XIII secolo, partecipò con altri castelli del contado alla fondazione dell'Aquila ricevendo dei locali nel quarto di San Giovanni. Il paese tuttavia mantenne una propria autonomia di cui rimane testimonianza in numerose carte, ove compare sotto il nome di Rodii, Castrum Rodii o Rodium. Nel XII il paese diede i natali a San Franco. Con la ripresa della Transumanza, in epoca normanna, divenne luogo di passaggio degli armenti lucolani  divenendo il punto nevralgico della vallata, tanto che alcune famiglie crebbero economicamente grazie ai frutti dell'industria della pastorizia. Tra queste famiglie, si distinse un ramo della famiglia Ciccozzi che ivi fece costruire un palazzo e, più tardi, nel XVIII, un altro a L'Aquila, in via dell'Indipendenza.
Nel 1806, a causa della nuova suddivisione amministrativa voluta da Giuseppe Bonaparte entrò a far parte del Distretto di Aquila divenendo parte del Circondario di Aquila. Nel 1809 fu accorpato, insieme ad altri, al comune centrale di Bagno.  Mentre nel 1830 tornò nuovamente comune autonomo. In seguito alla creazione del Regno d'Italia, nel 1862, venne cambiata la denominazione in Roio Piano, dal nome dell'allora villa principale della località.
Roio Piano rimase comune autonomo fino al 1927, quando fu accorpato all'allora comune di Aquila degli Abruzzi (oggi L'Aquila) per la creazione della cosiddetta Grande Aquila; da quel momento il suo territorio costituisce la II circoscrizione della città.
Trattasi del Regio Decreto legge del 29 luglio 1927 numero 1564 che prevede la soppressione e l'annessione al comune di Aquila degli Abruzzi dei comuni di Arischia, Bagno, Camarda, Lucoli, Paganica, Preturo, Roio Piano, Sassa, nonché la frazione di San Vittorino del comune di Pizzoli. Nel 1947 Lucoli dopo essere stato per 20 anni una frazione dell'Aquila fu il solo a riuscire a ritornare comune autonomo a differenza degli altri 7 comuni soppressi.
Nonostante abbia subito danni e crolli in seguito al terremoto dell'Aquila del 2009, nel suo territorio (ed in particolare la frazione di Poggio di Roio) sono stati costruiti cinque nuovi quartieri (tre  villaggi MAP e due PROGETTI CASE) destinati ad ospitare più di mille sfollati. L'unico dei quattro paesi della vallata escluso da questi nuovi centri abitati è proprio Roio Piano. Il progetto C.A.S.E. che insiste in località Vicoli ha un notevole impatto ambientale sul territorio..

## Monumenti e luoghi di interesse

### Chiesa dei Santi Marciano e Nicandro
La chiesa è il monumento storico principale del centro. Si trova fuori dal borgo, sorta nel XII secolo come chiesa cimiteriale, situata tutt'oggi presso il campo santo lungo la strada dell'attigua contrada Santa Rufina di Roio. La chiesa è molto importante perché nel 1254, con la fondazione di L'Aquila, dette il proprio nome alla nuova chiesa del Quarto Santa Maria, sempre intitolata ai Santi Marciano e Nicandro. Ciò fu una peculiarità rappresentativa di altri "cacastelli" fondatori della città, come Santa Giusta, Santa Maria Paganica, San Pietro a Coppito e San Giovanni d'Amiterno.
La chiesa attuale è frutto di una ricostruzione dopo il forte terremoto dell'Aquila del 1703. Il nuovo terremoto del 2009 ha fatto crollare l'intera facciata e parte del perimetro di sinistra, successivamente ricostruito con la facciata nel 2015. Soltanto il campanile a torre è rimasto pantellato. La chiesa ha impianto rettangolare a navata unica. La facciata è molto semplice, con i classici canoni severi dell'arte neoclassica. L'interno ha tele di pittori della scuola di Caravaggio, e volte a crociera, con piccole finestrelle laterali lungo il perimetro. Non vi sono particolari stucchi spiccanti.